# ALAN Award
Der ALAN Award ist ein Literaturpreis, mit dem die Assembly on Literature for Adolescents der amerikanischen Englischlehrer-Vereinigung National Council of Teachers of English alljährlich solche Personen auszeichnet, die sich mit ihrem Lebenswerk um die amerikanische Jugendliteratur besonders verdient gemacht haben.
Neben dem  1988 begründeten Margaret Edwards Award ist der ALAN Award einer der bedeutendsten Preise, die amerikanische Jugendbuchautoren für ihr Gesamtwerk erlangen können, und der bedeutendste, mit dem Fachleute auf dem Gebiet der Jugendliteratur (Wissenschaftler, Publizisten, Bibliothekare) ausgezeichnet werden können.

## Preisträger
- 1974 – Stephen Judy und G. Robert Carlsen
- 1975 – Margaret Edwards
- 1976 – Margaret McElderry und M. Jerry Weiss, Literaturwissenschaftler
- 1977 – Marguerite Archer
- 1978 – Mary Sucher
- 1979 – Gerri LaRocque
- 1980 – Dwight Burton, Literaturwissenschaftler
- 1981 – Sheila Schwartz, Literaturwissenschaftlerin
- 1982 – Robert Cormier, Autor von The Chocolate War (1974)
- 1983 – Ken Donelson, Literaturwissenschaftler
- 1984 – Louise Rosenblatt, Literaturwissenschaftlerin
- 1985 – Sue Ellen Bridgers, Autorin von Notes for Another Life (1981)
- 1986 – Madeleine L’Engle, Autorin von A Wrinkle in Time (1962)
- 1987 – Katherine Paterson, Autorin von Jacob have I loved (1980), und Allene Pace Nilsen, Literaturwissenschaftlerin
- 1988 – Ted Hipple, Erziehungswissenschaftler, ALAN-Vorsitzender
- 1989 – Cynthia Voigt, Autorin von Homecoming (1981)
- 1990 – Richard Peck, Autor von Don't Look and It Won't Hurt (1972)
- 1991 – Gary Paulsen, Autor von Hatchet (1987)
- 1992 – Don Gallo, Literaturwissenschaftler und Herausgeber
- 1993 – Chris Crutcher, Autor von Whale Talk (2001)
- 1994 – Walter Dean Myers, Autor von Hoops (1981)
- 1995 – Robert C. Small, Literaturwissenschaftler
- 1996 – William Morris, Publizist
- 1997 – Mildred D. Taylor, Autorin von Roll of Thunder, Hear My Cry (1976)
- 1998 – Susan E. Hinton, Autorin von The Outsiders (1967)
- 1999 – Robert Lipsyte, Autor von The Contender (1967)
- 2000 – Marijane Meaker alias M. E. Kerr, Autorin von Dinky Hocker Shoots Smack! (1972)
- 2001 – Patty Campbell, Literaturkritikerin
- 2002 – Paul Zindel, Autor von The Pigman (1968)
- 2003 – Norma Fox Mazer, Autorin von After the Rain (1987), und Harry Mazer, Autor von A Boy at War (2001)
- 2004 – Jacqueline Woodson, Autorin von From the Notebooks of Melanin Sun (1995)
- 2005 – Jerry Spinelli, Autor von Stargirl (2000)
- 2006 – Virginia Monseau, Literaturwissenschaftlerin, und Marc Aronson, Geschichtswissenschaftler
- 2007 – Teri Lesesne, Bibliothekswissenschaftlerin
- 2008 – Laurie Halse Anderson, Autorin von Speak (1999)
- 2009 – Naomi Shihab Nye, Dichterin, Autorin von A Maze Me: Poems for Girls (2005)
- 2010 – Jack Gantos, Autor von Hole in My Life (2002)
- 2011 – Sharon Draper, Autorin von Tears of a Tiger (1994)
- 2012 – George Nicholson, Publizist
- 2013 – Judy Blume, Autorin von Forever, 1975
- 2014 – David Levithan, Autor von Boy Meets Boy (2003)
- 2015 – Lois Lowry, Autorin von The Giver (1993)
- 2016 – Gary Salvner, Hochschullehrer
- 2017 – Neal Shusterman, Autor von Challenger Deep (2015)
- 2018 – Michael Cart, Journalist